# Story of Seasons
Story of Seasons, tên tiếng Nhật: Bokujō Monogatari (牧場 物語 lit. Ranch Story), và trước đây gọi là Harvest Moon, là một loạt trò chơi mô phỏng nông trại do Wada Yasuhiro sáng tạo ra và Victor Interactive Software (Marvelous Entertainment mua lại vào năm 2003, nay là Marvelous Inc.) phát hành. Story of Seasons là tựa trò chơi cùng tên đầu tiên phát hành ra quốc tế.
Từ năm 1996 đến năm 2013, Natsume giám sát bản dịch và phân phối bản tiếng Anh của loạt Bokujo Monogatari ra thị trường Bắc Mỹ, nơi các trò chơi được phát hành với tựa đề là Harvest Moon.
Tuy nhiên, vào năm 2014, Marvelous Inc. thông báo phần mới nhất của loạt sẽ được bản địa hóa bởi nhà xuất bản Xseed Games ở Mỹ của họ với tựa đề mới là Story of Seasons.
Tháng 9 năm 2015, Nintendo of Europe thông báo họ sẽ xử lý việc phân phối tại Châu Âu của trò chơi đầu tiên là Story of Seasons, phát hành vào cuối năm đó.
Mục tiêu chính của loạt là xây dựng lại một trang trại cũ và biến nó thành một trang trại kiểu mẫu. Người chơi giành nhiều thời gian để trồng trọt và chăn nuôi gia súc, kết bạn với những người dân địa phương gần đó, cuối cùng là kết hôn và bắt đầu một gia đình. Trò chơi đầu tiên là Harvest Moon, phát hành trên hệ máy SNES vào năm 1996.

## Tên gọi
Năm 2012, Marvelous ngừng cấp phép cho Natsume. Natsume đã nhanh chóng nhân cơ hội đó để phát triển loạt Harvest Moon của riêng họ ở Bắc Mỹ và Châu Âu, bắt đầu với việc phát hành Harvest Moon: The Lost Valley. Kết quả là loạt spin-off này đã gây ra khá nhiều nhầm lẫn cho người hâm mộ về nguồn gốc của trò chơi.
Natsume phát hành loạt này với tên Harvest Moon cho đến năm 2014. Vào thời điểm đó, Natsume vẫn duy trì quyền đối với cái tên Harvest Moon sau khi Marvelous thông báo họ sẽ để công ty con của họ là Xseed Games, tiếp quản việc phân phối ở Bắc Mỹ. Chính vì vậy, Xseed bắt đầu đưa loạt đến Bắc Mỹ dưới cái tên mới là Story of Seasons, bắt đầu bằng việc phát hành trò chơi cùng tên.
Tháng 9 năm 2015, Nintendo châu Âu xác nhận họ sẽ xuất bản trò chơi ở châu Âu dưới tên gọi chính thức là Story of Seasons. Các trò chơi trước đây phát hành dưới tên Harvest Moon tại Châu Âu là do Rising Star Games phát hành.

## Yếu tố chung
Cách chơi
Nhân vật của người chơi có thể chọn giữa nam và nữ. Người chơi tiếp quản một trang trại không còn chủ sở hữu chăm sóc, dành thời gian để trồng cây, nuôi gia súc, kết bạn với người dân và lập gia đình, trong khi phải điều hành một trang trại. Mỗi trò chơi cung cấp các đối tượng khác nhau để hoàn thành mục tiêu, như kết bạn với dân làng, thu thập nốt nhạc, tìm chú lùn, làm cầu vồng, hoặc chuông.
Người chơi trồng các loại cây, chăn nuôi gia súc, câu cá, khai thác mỏ, và thức ăn gia súc để bán đi lấy tiền. Với thời gian hạn chế và năng lượng có giới hạn, người chơi phải cố gắng cân bằng để hoàn thành công việc trong ngày.
Trồng hạt giống
Cây trồng là nguồn thu nhập chính trong Story of Seasons. Để cây trồng phát triển, đầu tiên người chơi phải dọn sạch cánh đồng đầy cỏ dại, đá, tảng đá, cành cây và gốc cây. Sau đó, dùng cuốc tạo ra những mảnh đất có thể canh tác. Tiếp theo, mua hạt giống và gieo hạt. Người chơi phải tiếp tục tưới nước cho cây trồng hàng ngày, trừ ngày mưa, và thu hoạch đúng thời hạn. Người chơi phải tự tìm các mô hình trồng trọt, tưới và thu hoạch sao cho tối ưu nhất. Họ cũng phải xem xét chi phí, giá bán, số lần thu hoạch và thời gian sinh trưởng của các sản phẩm khác nhau trước khi gieo trồng. Mỗi mùa có các loại cây trồng khác nhau, mặc dù gần như không trồng được gì vào mùa đông. Trong một số trò chơi, một nhà kính hoặc tầng hầm có thể được sử dụng trong mùa đông để trồng cây.
Củ cải, khoai tây, cà chua và ngô là những cây trồng chủ lực của loạt, giới thiệu ngay trong trò chơi đầu tiên. Kể từ đó, trò chơi giới thiệu thêm các cây trồng mới, chẳng hạn như bắp cải, cà rốt, hành tây, dâu tây, khoai lang, bí ngô, gạo, dứa, dưa chuột và nhiều hơn thế nữa. Có thể trồng cỏ và thu hoạch để làm thức ăn gia súc.
Chăn nuôi gia súc
Nguồn thu nhập thứ cấp trong các trò chơi là mua, chăm sóc và chăn nuôi gia súc, chúng có thể sản xuất các sản phẩm dùng để bán. Chăm sóc kỹ gia súc và gia cầm sẽ tăng tình cảm và làm tăng chất lượng sản phẩm. Nếu không, chúng có thể bệnh và chết.
Bản Harvest Moon đầu tiên chỉ có bò và gà, sống trong hai chuồng và cho ăn cùng một loại thức ăn. Sữa và trứng có thể đem bán, cũng như bán gia súc gia cầm. Các trò chơi sau có thêm cừu và thức ăn riêng biệt cho gà, cũng như các máy có thể biến đổi sữa thành phó mát, trứng thành mayonnaise và len thành sợi. Các trò chơi gần đây hơn cho phép người chơi nuôi vịt, dê, alpacas và những con bò có màu khác nhau. Trong Harvest Moon: Tree of Tranquility, người chơi có thể kết bạn với động vật hoang dã và thuyết phục chúng sống trên nông trại.
Động vật cũng có thể sinh sản. Trứng đặt trong một lồng ấp để ấp thành gà con sau một vài ngày, trong khi cho một con bò hoặc cừu phải dùng Miracle Potion mới có thể có con. Mua và nhân giống ngựa xuất hiện từ Harvest Moon 3 GBC cho Game Boy Color và vẫn tiếp tục trong Harvest Moon: Magical Melody, Harvest Moon: Tree of Tranquility và Harvest Moon: Animal Parade.
Thú cưng và những động vật khác
Trong Story of Seasons, người chơi nhận chó và ngựa làm thú cưng. Một số lượng lớn các loài động vật có thể được coi như là vật nuôi chẳng hạn như heo và mèo, cho đến gấu trúc và rùa. Trong một số trò chơi, thú cưng tham dự các cuộc thi (ví dụ: các cuộc đua ngựa và chó) để giành giải thưởng. Trong Harvest Moon: Back to Nature người chơi có thể nuôi cá.
Động vật gây hại xuất hiện trong Story of Seasons bản cũ hơn (ví dụ: Friends of Mineral Town) bao gồm cả chó hoang và chuột miệng túi. Những con chó hoang đột nhập trang trại vào ban đêm và quấy rối bất kỳ vật nuôi nào không bị nhốt trong nhà kho hoặc khu vực có hàng rào. Chuột miệng túi sẽ ăn hạt giống.
Thu thập nguyên vật liệu
Story of Seasons yêu cầu người chơi thu thập vật liệu để nâng cấp nhà, cải tiến công cụ, nấu ăn hoặc bán hàng. Tài nguyên xây dựng phổ biến nhất trong Story of Seasons là gỗ; các tài nguyên khác là đá và gỗ vàng. Người chơi có thể thu thập gỗ bằng cách chặt gốc cây và cành cây, và sử dụng gỗ để xây các tòa nhà hoặc hàng rào. Mỏ có mặt trong nhiều trò chơi, khoáng chất thu thập có thể sử dụng để nâng cấp các công cụ và rèn ra quà tặng.
Lễ hội
Hầu hết các trò chơi đều có các lễ hội hàng năm. Một số lễ hội là các cuộc thi với các giải thưởng có sẵn, trong khi một số khác là các sự kiện xã hội, chẳng hạn như Lễ Tạ Ơn, Ngày đầu năm mới và Đêm Giáng sinh. Lễ hội dành cho vật nuôi cũng diễn ra, nơi người chơi có thể gửi vật nuôi của họ để cạnh tranh với các trang trại khác. Vật nuôi thắng những cuộc thi này sẽ có quà đem lại lợi ích cho chính nó; ví dụ, một con bò thắng cuộc có thể có khả năng sản xuất sữa hạng vàng.
Kết hôn
Hầu hết loạt Story of Seasons đều có mục kết hôn. Tặng quà và tương tác với người yêu để làm tăng tình cảm, và khi tình cảm đủ cao, cầu hôn bằng Blue Feather. Hầu hết các ứng viên đều có đối thủ, những người sẽ kết hôn với họ sau khi người đã chọn. Chỉ có một trò Story of Seasons, phiên bản tiếng Nhật của Harvest Moon DS Cute, cho phép người chơi kết hôn với một người cùng giới tính (gọi là hệ thống "Best Friends"). Tính năng này bị xóa khỏi phiên bản Bắc Mỹ vì nó sẽ làm tăng xếp hạng ESRB của trò chơi.
Trong phiên bản làm lại Story of Seasons: Friends of Mineral Town, người chơi có thể kết hôn với người cùng giới tính. Trong bản phát hành của phương Tây, điều này có thể coi là tương đương với các cặp đôi khác giới. Tuy nhiên, trong bản phát hành tiếng Nhật lại không coi đây là cuộc hôn nhân bình thường mà thay vào đó lại gọi là hệ thống "Best Friends".
Con cái
Trong nhiều phiên bản, người chơi có thể có con. Harvest Moon, Harvest Moon 3, Harvest Moon: Animal Parade, Rune Factory 3 và Story of Seasons là những phiên bản duy nhất mà người chơi có thể có nhiều con. Tuy nhiên, trong Story of Seasons, không giống như các trò chơi khác, chỉ có một lần mang thai và đó sẽ là một cặp song sinh.
Harvest Moon: Animal Parade là trò đầu tiên trong loạt cho phép người chơi có hai con của cả hai giới, và Rune Factory 3 cho phép người chơi có ba con của cả hai giới.
Harvest Moon: A Wonderful Life, Harvest Moon: Another Wonderful Life, Harvest Moon DS và Harvest Moon DS Cute là những trò chơi duy nhất trong loạt mà người chơi có thể trải nghiệm sự phát triển của trẻ từ trẻ mới biết đi cho đến khi thành người lớn trưởng thành.
Harvest Moon: Tree of Tranquility mở rộng hơn bằng cách cho phép người chơi khởi động lại trò chơi và nhập vai thành con của họ sau khi hoàn thành một sự kiện.
Harvest Moon: Save the Homeland, Harvest Moon GB, Harvest Moon 2 GBC và Innocent Life: A Futuristic Harvest Moon, là những tựa Story of Seasons duy nhất mà người chơi không thể kết hôn.
Rune Factory 2 là Story of Seasons duy nhất mà người chơi có thể chơi bằng cả hai nhân vật, người cha và con trai hoặc con gái của mình.

## Tiếp nhận
| Trò chơi                                   | GameRankings          | Metacritic           |
| ------------------------------------------ | --------------------- | -------------------- |
| Harvest Moon                               | (SNES) 73%            | —                    |
| Harvest Moon GB                            | (GB) 76%              | —                    |
| Harvest Moon GBC                           | (GBC) 72%             | —                    |
| Harvest Moon 64                            | (N64) 84%             | (N64) 78             |
| Harvest Moon 2 GBC                         | (GBC) 78%             | —                    |
| Harvest Moon: Back to Nature               | (PS1) 79%             | (PS1) 82             |
| Harvest Moon 3 GBC                         | (GBC) 78%             | —                    |
| Harvest Moon: Save the Homeland            | (PS2) 76%             | (PS2) 76             |
| Harvest Moon: Friends of Mineral Town      | (GBA) 82%             | (GBA) 81             |
| Harvest Moon: A Wonderful Life             | (GC) 80% (PS2) 72%    | (GC) 79              |
| Harvest Moon: More Friends of Mineral Town | (GBA) 79%             | (GBA) 82             |
| Harvest Moon: Another Wonderful Life       | (GC) 72% (PS2) 72%    | (GC) 70              |
| Harvest Moon: Magical Melody               | (GC) 84% (Wii) 65.25% | (GC) 83 (Wii) 69     |
| Harvest Moon DS                            | (DS) 68%              | (DS) 67              |
| Harvest Moon: Boy & Girl                   | (PSP) 63%             | (PSP) 61             |
| Harvest Moon DS Cute                       | (DS) 61%              | (DS) 66              |
| Harvest Moon DS: Island of Happiness       | (DS) 63%              | (DS) 65              |
| Harvest Moon: Tree of Tranquility          | (Wii) 65%             | (Wii) 65             |
| Harvest Moon DS: Sunshine Islands          | (DS) 75%              | (DS) 77              |
| Harvest Moon: Animal Parade                | (Wii) 79%             | (Wii) 76             |
| Harvest Moon DS: Grand Bazaar              | (DS) 70%              | (DS) 68              |
| Harvest Moon: Hero of Leaf Valley          | (PSP) 73%             | (PSP) 74             |
| Harvest Moon: The Tale of Two Towns        | (DS) 71% (3DS) 68%    | (DS) 68 (3DS) 63     |
| Harvest Moon 3D: A New Beginning           | (3DS) 76%             | (3DS) 74             |
| Story of Seasons                           | (3DS) 76%             | (3DS) 76             |
| Story of Seasons: Trio of Towns            | (3DS) 76%             | (3DS) 76             |
| Doraemon Story of Seasons                  | -                     | (PC) TBA (Switch) 75 |
| Story of Seasons: Friends of Mineral Town  | -                     | (PC) TBA (Switch) 77 |
| Story of Seasons: Pioneers of Olive Town   | -                     | (Switch) 71          |

Vào tháng 9 năm 2011, Rising Star Games thông báo bán ra hơn một triệu bản tại các khu vực hệ PAL. Tại Nhật Bản, các trò chơi trên hệ máy DS bán ra hơn 948.000 bản, riêng vào tháng 4 năm 2011, với các trò chơi trên hệ máy PSP bán hơn 81.000 bản trong cùng một khoảng thời gian.
The Tale of Two Towns đạt vị trí thứ 4 trong bảng xếp hạng Japan Software and Hardware Weekly Chart, với hơn 63.610 bản trong tuần đầu tiên.
Vào tháng 3 năm 2014, Story of Seasons là trò chơi bán chạy nhất tại Nhật Bản, với 131.000 bản, và vào tháng 7 năm 2015, Xseed Games thông báo Story of Seasons trở thành trò chơi bán chạy nhất của họ từ trước đến nay, với hơn 1000.000 bản ở khu vực Bắc Mỹ.

## Trò chơi trên mạng xã hội
Trong những năm gần đây, Harvest Moon đã truyền cảm hứng cho một số lượng lớn các trò chơi trên mạng xã hội dựa trên nền tảng mô phỏng nông nghiệp, đáng chú ý nhất là Happy Farm (2008) và FarmVille (2009). Happy Farm được coi là một trong những trò chơi có ảnh hưởng nhất trong những năm 2000, trong khi vào đầu năm 2010, FarmVille có lượng khán giả cao nhất là 84 triệu người dùng hoạt động hàng tháng.
Trong năm 2009, Marvelous Entertainment phát hành phiên bản Harvest Moon, được gọi là Let's All Harvest Moon (みんなで牧場物語, Minna de Bokujō Monogatari), cho trang mạng xã hội Nhật Bản Mixi, thu hút 2,3 triệu người dùng.
Các trò chơi mạng xã hội tương tự khác phát hành trong năm 2009 và 2010 bao gồm Sunshine Farm, Happy Farmer, Happy Fishpond, Happy Pig Farm, Farm Town, Country Story, Barn Buddy, Sunshine Ranch và Happy Harvest, cũng như phiên bản nhại như Farm Villian.